# Mobile Suit Gundam: Iron-Blooded Orphans
Mobile Suit Gundam: Iron-Blooded Orphans (機動戦士ガンダム 鉄血のオルフェンズ, Kidō Senshi Gandamu Tekketsu no Orufenzu) ou Mobile Suit Gundam: Órfãos de Ferro e Sangue (no Brasil), é uma série de anime de mecha japonesa de 2015. É dirigido por Tatsuyuki Nagai e escrito por Mari Okada. A primeira temporada foi ao ar no Japão no MBS, e em outras estacões da JNN, de 4 de outubro de 2015 à 27 de março de 2016. A segunda temporada estreou em 2 de outubro de 2016 e terminou em 2 de abril de 2017. A série segue as façanhas de um grupo de soldados juvenis que estabelecem sua própria companhia de segurança depois de se rebelarem contra seus superiores em uma Marte futurista e terraformada.
Iron-Blooded Orphans lida com vários problemas da vida real, como guerra, escravidão, crianças-soldados, pobreza, corrupção e neocolonialismo.

## Enredo
O ano é Post Disaster 323. Mais de 300 anos após uma grande guerra entre a Terra e as colônias externas conhecidas como a "Guerra da Calamidade", Marte foi exitosamente terraformada e colonizada por humanos. No entanto, mesmo com os avanços tecnológicos, os seres humanos em Marte desejam a liberdade contra o governo da Terra e procuram melhorar seus meios de subsistência. Além disso, enquanto a maioria das nações de Marte recebeu autonomia, o planeta é praticamente dependente da Terra para o desenvolvimento econômico, com muitas pessoas vivendo em condições de miséria.
Kudelia Aina Bernstein, uma nobre marciana, emprega a empresa de segurança civil Chryse Guard Security (CGS) para transportá-la para a Terra para negociar a independência de sua nação, Chryse, da Terra. Mas a organização militar da Terra, Gjallarhorn, ataca a CGS na tentativa de parar o movimento de independência marciano. Durante o ataque, Orga Itsuka, líder da terceira divisão do exército no CGS, que é composta de crianças, decide se rebelar contra os adultos maiores que escaparam e deixaram as crianças e adolescentes soldados de infantaria para lutar e morrer como chamarizes descartáveis. Como toda esperança parece perdida, um jovem órfão, sob o comando de Orga, chamado Mikazuki Augus entra na batalha, pilotando um Mobile Suit apressadamente reparado: o lendário Gundam Barbatos. Depois de revogar o ataque da Gjallarhorn, Orga e o resto da Terceira Divisão do Exército dispõem dos superiores adultos que os traíram e assumem o controle da CGS, transformando-a em uma empresa mercenária denominada "Tekkadan".
No primeiro trabalho da Tekkadan, eles aceitam acompanhar Kudelia à Terra para que ela participe das negociações com o governo de Arbrau, a superpotência que governa Chryse. No entanto, as contínuas tentativas da Gjallarhorn de parar o progresso deles, levam Tekkadan a unir forças com Teiwaz, um conglomerado empresarial que opera em torno de Júpiter. Sob a proteção da Teiwaz e ajudados em segredo por McGillis Fareed, um dos principais escalões da Gjallarhorn com seus próprios objetivos, a Tekkadan leva com sucesso a Kudelia para a Terra e acompanha-a com segurança até a capital de Arbrau, onde ela negocia mais liberdade econômica para Marte, enquanto McGillis toma vantagem de seu sucesso para derrubar seu próprio pai adotivo e reforçar sua posição na organização.
Alguns anos depois, a Tekkadan se estabelece como uma empresa militar proeminente, enquanto Kudelia estabelece uma empresa de mineração em Chryse, trabalhando para melhorar as condições dos habitantes e McGillis avança com seus objetivos para reformar a Gjallarhorn. No entanto, uma das facções da Gjallarhorn que se opõe a ele, a Frota Arianhod começa a trabalhar nas sombras para sabotar McGillis e a Tekkadan, levando ambos a unir forças contra eles, com McGillis prometendo que, uma vez que ele conseguir assumir o controle total de Gjallarhorn, ele irá transferir toda a autoridade sobre Marte para a Tekkadan, tornando-os os governantes "de facto" do planeta.
McGillis torna-se o comandante da Frota Conjunta Reguladora da Órbita Terrestre Externa e se alia com a Tekkadan para derrotar a Frota Arianrhod de Rustal Elion. Rustal envia um mercenário para ficar no poder da Tekkadan da Terra, para causar conflitos internos, mas finalmente é interrompido quando os membros da Tekkadan de Marte chegam. Tekkadan então descobre uma arma destrutiva automatizada de destruição em massa conhecida como Armadura Móvel e destrói-a em uma batalha árdua, depois que é despertada acidentalmente. Mais tarde, seus aliados, os Turbines, são enquadrados por contrabando de armas ilegais e são destruídos. Depois de retaliar contra os responsáveis, a Tekkadan então corta seus laços com Teiwaz para trabalhar com McGillis, que planeja um golpe de estado para assumir a Gjallarhorn. No entanto, suas frotas e Tekkadan são dominadas por Arianrhod no espaço e são forçadas a se retirar para Marte. Quando a Gjallarhorn cerca a sede da Tekkadan, a Tekkadan planeja sua fuga para Chryse, enquanto McGillis se dirige para a frota Arianrhod para enfrentar Rustal. No entanto, ele é parado e morto por Gaelio, enquanto Orga é assassinado pelos homens de Nobliss Gordon. Em grande número, mas não ultrapassado, Mikazuki e Akihiro defendem sobre as forças de Gjallarhorn enquanto seus companheiros escapam com segurança para Chryse enquanto a base é destruída por bombardeios; Aparentemente limpando a Tekkadan. Depois que Mikazuki e Akihiro morrem em batalha, a guerra fica conhecida como "McGillis Fareed Incident". Após alguns anos depois, a Gjallarhorn revogou seu sistema de conselho e inicia uma organização mais democrática, com Rustal como chefe. Kudelia torna-se a presidente da União de Marte enquanto os membros sobreviventes da Tekkadan conseguem vários empregos sob novas identidades e Atra dá a luz ao seu filho, Akatsuki, e cuida dele junto com Kudelia em Marte. Embora ainda triste pela perda da Tekkadan e de Mikazuki, ela ama o mundo que eles deixaram com seus sacrifícios.

## Produção

### Início
Mobile Suit Gundam: Iron-Blooded Orphans começou a ser produzido no ano de 2009 após a conclusão da série Mobile Suit Gundam 00. No entanto, a Sunrise estava com projetos em andamento, como Mobile Suit Gundam AGE, o que fez com que a obra fosse engavetada por falta de equipe.

### Equipe
Iron-Blooded Orphans, assim como toda a série de Gundam, é produzida pela Sunrise, estúdio original da série. A obra tem como diretor, Tatsuyuki Nagai. O roteiro ficou a cargo de Mari Okada, que escreveu outro anime de mecha, M3 the dark metal. Mechanical designs é feito por uma equipe composta de cinco pessoas: Naohiro Washio, Kanetake Ebikawa, Ippei Gyōbu, Kenji Teraoka e Tamotsu Shinohara. Já o character designs, é feito por Yu Ito e Chiba Michinori.

### Anúncio
A série foi anunciada pela primeira vez muitas semanas antes de 15 de julho de 2015, conhecida apenas pela abreviatura G-Tekketsu (Gの鉄血, Ji no Tekketsu) (Iron-Blood of G). No site oficial tinha uma imagem sombria do Mobile Suit principal, uma contagem decrescente e um link para a conta do Twitter. À medida que a contagem decrescente se aproximava de zero, as sombras foram removidas. Em 15 de julho de 2015, a Sunrise, Bandai-Namco e SOTSU realizaram um evento que poderia ser transmitido pelo site. No evento, foram revelados detalhes importantes sobre a série, incluindo o nome completo, configuração, personagens, projetos mecânicos e a equipe responsável.

## Recepção

### Sucesso
Iron-Blooded Orphans recebeu muitas opiniões positivas dos críticos. Nick Creamer, do Anime News Network, deu 4 de 5 estrelas para a série, dizendo que "Depois de ver uma meia dúzia de ministros que simplesmente não parariam com a exposição, com certeza é bom assistir a um show que realmente tem confiança em sua própria narrativa. Iron-Blooded Orphans atinge o solo correndo, estabelecendo seu mundo nas conversas naturais de seus muitos personagens". Porém criticou que "Mari Okada's é uma escritora inconsistente, mas definitivamente talentosa, e dado o foco de um tradicional inicio do estilo Gundam, sua habilidade para ilustrar personagens se destaca." Zac Bertschy deu à série um 4,5 para o primeiro episódio, dizendo que "Iron-Blooded Orphans tem muitas partes emotivas, mas é apenas enganoso seu complexo, este episódio começa confuso (devido à maneira relativamente casual de apresentar todas as várias facções e o elenco considerável), mas, à medida que acontece, tudo se torna muito claro". Ele também adiciona "personagens instantaneamente simpáticos, batalhas desesperadas, uma ampla história de ficção científica sobre uma colônia lutando pela independência, robôs gigantes e até mesmo um garoto bem parecido com Char, que fala bem com quem está trabalhando com os bandidos, o que não é amar?"

### Prêmios
Iron-Blooded Orphans foi indicado para o IGN Summer Movie Awards 2016 na categoria de Melhor Série de Anime, perdeu o prêmio para Boku dake ga inai machi. Iron-Blooded Orphans ficou em 70ª posição do ranking dos 100 melhores animes de todos os tempos, feito pela NHK em maio de 2017, sendo o terceiro e último Gundam presente na lista - Mobile Suit Gundam e Mobile Suit Gundam Seed foram os outros dois da franquia -.

### Criticas e controvérsias
A série recebeu críticas severas da Organização Japonesa de Estabelecimento de Ética e Programação de Melhorias, em relação aos temas pesados e representação de crianças-soldados no anime. Eles também declararam que "vários prisioneiros não resistentes e soldados inimigos são abatidos pelo jovem protagonista masculino. Se você olhar para o título, imediatamente pensaria nisso como um show infantil e que muitas crianças estariam assistindo", referindo-se a um Cena no Episódio 3, e que "Se você quiser transmitir esse material, forneça algum tipo de limite de idade para os espectadores".

## Outras mídias

### Anime
Mobile Suit Gundam: Iron-Blooded Orphans estreou no Japão na MBS e TBS no domingo, dia 4 de outubro de 2015 às 17:00 horas, substituindo Arslan Senki em seu horário inicial. É a primeira série Gundam para voltar ao programa de tarde depois de Mobile Suit Gundam AGE. A Sunrise que a série será transmitida por stream a todo mundo através do Youtube no canal Gundam.Info, Funimation Channel, Hulu, Crunchyroll e Daisuki. Em 9 de outubro de 2015, a Sunrise anunciou no seu estande na New York Comic Con que o anime terá dublagem em inglês feita pela Bang Zoom! Entertainment. Em 12 de maio de 2016, a Turner Broadcasting anunciou que a série começará a ser transmitida no bloco Adult Swin's Toonami à partir do dia 4 de junho de 2016.
Após a conclusão do episódio 25 do anime, foi anunciado que a segunda temporada vai estrear no outono de 2016. O anime foi concluído em 2 de abril de 2017 com o 25º episódio da segunda temporada, tendo a série, um total de 50 episódios.
Bandai Visual colocou em circulação o primeiro volume da série em Blu-ray e DVD no dia 24 de dezembro de 2015, contendo um código serial para destravar o Gundam Barbatos no Mobile Suit Gundam Extreme Vs. Force. Na Anime Expo de 2017, a Funimation anunciou que a série será lançada em Home Vídeo, em parceria com a Sunrise, para os territórios norte-americanos, marcando Iron-Blooded Orphans, como a primeira série Gundam a ser co-licenciada por uma empresa diferente da Direito Stuf Inc..

### Mangá
Uma adaptação em mangá feita por Kazuma Isobe começou a ser publicada na edição de dezembro de Gundam Ace em 26 de outubro de 2015. Um mangá que narra uma estória paralela, intitulado de "Mobile Suit Gundam: Iron-Blooded Orphans Steel Moon" (機動戦士ガンダム 鉄血のオルフェンズ 月鋼, Kidō Senshi Gandamu Tekketsu no Orufenzu Gekkō) foi lançado na Hobby Japan e Gundam Ace em julho de 2016.

### Música

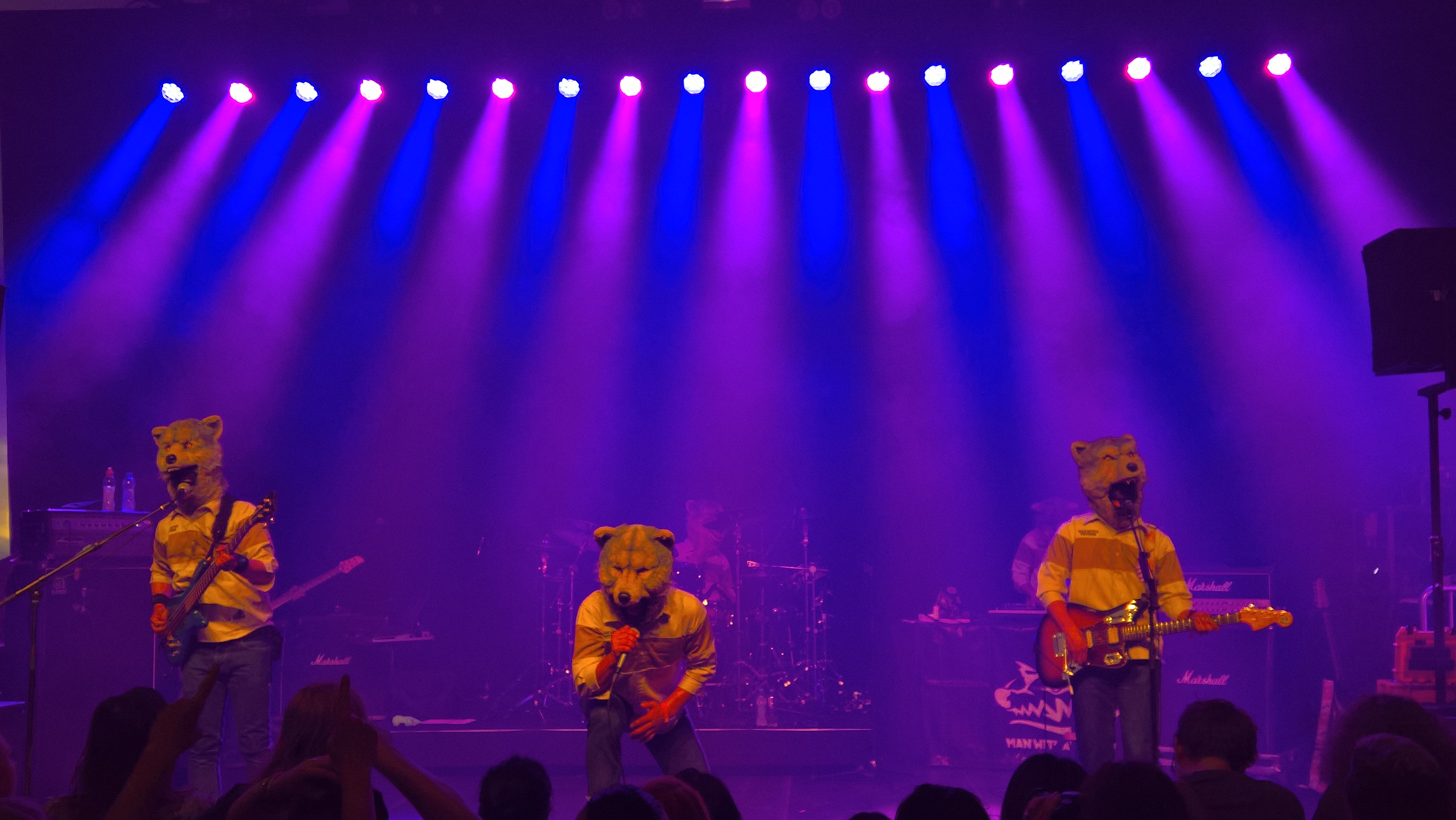
Man with a Mission, banda que tocou a música "Raise your flag", primeira abertura e o encerramento do episódio 1 de Iron-Blooded Orphans.

A trilha sonora é composta por Masaru Yokoyama, que anteriormente trabalhou nas trilhas sonoras de Nobunaga The Fool e Freezing.
A primeira canção de abertura e do encerramento do episódio 1 da primeira temporada é intitulada de "Raise your flag", tocada por Man with a Mission, enquanto o tema de encerramento do episódio 2 em diante é "Orphans no Namida" por Misia e co-escrito por Shiro Sagisu. Do episódio 14 em diante, o tema de abertura é "Survivor" por Blue Encount, enquanto o tema de encerramento é intitulado "STEEL -Tekketsu no Kizuna-" (STEEL-鉄血の絆-, STEEL -tekketsu no kizuna-, "STEEL -Iron Blooded Bonds-") por TRUE. O tema de encerramento do episódio 19 é "Senka no Tomoshibi" (戦火の灯火, "Lamplight of War") por Yūko Suzuhana.
"RAGE OF DUST" tocada por Spyair é tema de encerramento do episódio 26 e a primeira abertura da segunda temporada, enquanto o encerramento do episódio 27 em diante passa a ser "Shōnen no Hate" (少年の果て, "Childhood's End") por Granrodeo. A partir do episódio 39, o tema de abertura é "Fighter" por Kana-Boon, enquanto o encerramento é "Freesia" realizada por Uru.

#### Opening Theme
| Names           | Performed By       | Episodes |
| --------------- | ------------------ | -------- |
| Raise your flag | Man with a Mission | 2 ― 13   |
| Survivor        | BLUE ENCOUNT       | 14 ― 25  |
| RAGE OF DUST    | SPYAIR             | 27 ― 38  |
| Fighter         | KANA-BOON          | 39 ― 50  |

#### Ending Theme
| Names                      | Performed By                  | Episodes   |
| -------------------------- | ----------------------------- | ---------- |
| Raise your flag            | MAN WITH A MISSION            | 1          |
| Orphans' Tears             | MISIA                         | 2 ― 13, 21 |
| STEEL ―Iron Blooded Bonds― | TRUE                          | 14 ― 25    |
| Lamplight of War           | Suzuhana Yuko of Wagakki Band | 19         |
| RAGE OF DUST               | SPYAIR                        | 26         |
| Shounen no Hate            | GRANRODEO                     | 27 ― 38    |
| Freesia                    | Uru                           | 39 ― 50    |

#### Insert Song
| Names            | Performed By                  | Episodes |
| ---------------- | ----------------------------- | -------- |
| Lamplight of War | Suzuhana Yuko of Wagakki Band | 19       |
| To The Sky       | Suzuhana Yuko of Wagakki Band | 46       |

### Jogos
O Mobile Suit principal da série (1ª forma) apareceu no jogo Mobile Suit Gundam Extreme Vs. Force de PS Vita através de um código que se encontrava no Blu-ray da primeira temporada. O mesmo Mobile Suit (4ª forma) também apareceu no jogo Gundam Breaker 3, de Playstation 4 e PS Vita, e no jogo de arcade Mobile Suit Gundam Extreme Vs. Maxi Boost ON. Mais tarde, a 6ª forma do Gundam Barbatos, o Gundam Barbatos Lupus, mais o Gundam Gusion e o Gusion Rebake, o Gundam Kimaris e o Gundam Astaroth foram incluídos como DLC para Gundam Breaker 3.  Gundam Kimaris Trooper está incluso no pack de expansão de Mobile Suit Gundam Extreme Vs. Maxi Boost ON. No mais recente jogo da franquia, Gundam Versus, o Gundam Barbatos (4ª forma) e seu piloto Mikazuki Augus, além do Gundam Kimaris Trooper e seu piloto Gaelio Bauduin, estão presentes. Nesse mesmo jogo, Gundam Barbatos Lupus foi incluso como DLC.

### Merchandise
O Merchandising da série tem como foco principal os Gunplas e as figuras colecionáveis. Ambos os modelos do mecha principal Barbatos, o High Grade e o escala 1/100, foram mostrados durante a conferência de imprensa e declarou sua distribuição em outono de 2015, junto as versões padrão e commander do HG Graze e pacotes de arma para o mobile suit principal. Uma versão estilo NXEDGE do Gundam Barbatos também foi revelada.